# Katri Vala

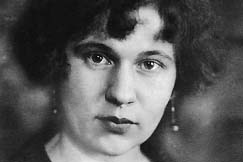
Katri Vala.

Katri Vala, Karin Alice Heikel, Muonio, Finlândia, 11 de setembro de 1901 - Eksjö, Suécia, 28 de maio de 1944) foi uma poeta finlandesa do início do século XX, modernizadora da poesia do seu país, escrevendo em verso livre.
Sua obra tinha uma atitude rebelde e anti-fascista.
Também foi crítica, professora e tradutora, tendo traduzido poemas de Emily Dickinson. Morreu em um sanatório.

## Obras
- Kaukainen puutarha, 1924
- Sininen ovi, 1926
- Maan laiturilla, 1930
- Paluu, 1934
- Pesäpuu palaa, 1942
- Kootut runot, 1945 (póstuma), 1958, 1977, 1979, 2001
- Henki ja aine eli yksinäisen naisen pölynimuri, 1945 (póstuma)
- Valikoima runoja, 1958 (póstuma)
- Suorasanaista, 1981 (póstuma)
- Eikä minussa ollut pelkoa, 1991 (póstuma)

## Antologias
- Nuoret runoilijat, 1924
- Hurmoituneet kasvot, 1925
- Kolme, 1930